# Збірник соціально-економічного відділу ВУАН
Збірники соціально-економічного відділу ВУАН — серія наукових збірок, які виходили впродовж 1925–30. Усього було видрукувано 40 т. Видавалися за редакцією академіків М.П.Василенка, К.Воблого, проф. А.Кристера. Видання мали колективне та індивідуальне авторство. Серед колективних томів були праці Комісії для виучування західноруського та українського права (т. 3, 1925), Комісії для виучування звичаєвого права (т. 17, 1928), праці семінару для виучування народного господарства України (1927). Серед індивідуальних – монографії М.Туган-Барановського, К.Воблого, М.П.Василенка, О.О.Малиновського, Л.Окіншевича та ін. відомих на ті часи вчених.